# Lisia Góra (Klein-Polen)
Lisia Góra is een dorp in het Poolse woiwodschap Klein-Polen, in het district Tarnowski. De plaats maakt deel uit van de gemeente Lisia Góra en telt 3019 inwoners.